# Haenel CR223

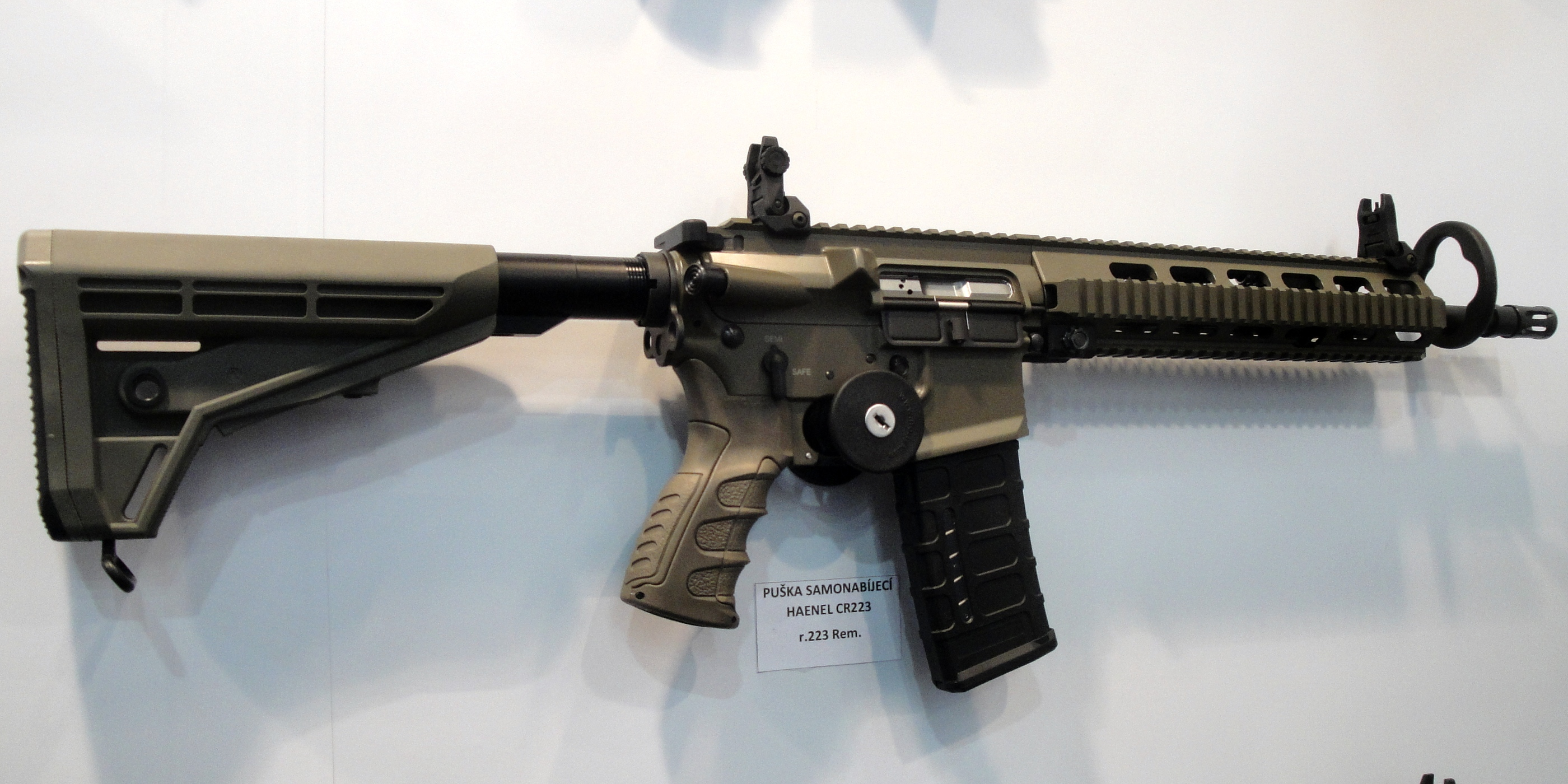
Haenel CR223

Haenel CR223 ist eine Selbstladebüchse des deutschen Herstellers C.G. Haenel GmbH im Kaliber .223 Remington bzw. 5,56 × 45 mm NATO. Das CR223 ist Grundmodell einer Familie verschiedener Gewehre in anderen Kalibern.

## Entwicklung
Das Haenel CR223 basiert auf dem Caracal CAR 816, welchem zugrunde die bewährte AR-15-Plattform liegt. Es wird seit 2014 produziert. Es ist mit einem freischwingenden Lauf ausgestattet, der die Genauigkeit verbessert. Das Gewehr kann mittels der Zubehörmontageschiene STANAG 4694 für verschiedene Einsatzzwecke konfiguriert werden.

## Patentverletzungsvorwürfe
Das Oberlandesgericht Düsseldorf bestätigte am 30. Dezember 2022, dass eine Patentverletzung gegenüber Heckler & Koch bezüglich der „Over the beach“-Fähigkeit des CR233 vorliege. Nach dem Urteil veröffentlichte Haenel eine Rückrufaktion der Waffen CR233 mit Baujahr 2014 bis Mai 2018. Bei ab Juni 2018 gebauten Waffen hat Haenel die strittige Konstruktion umgestellt.
Das CR223 ist unter anderem bei der Polizei Hamburg und Polizei Sachsen im Einsatz.

## Allgemeine technische Daten
- Kaliber: .223 Remington / 5,56 × 45 mm NATO
- Gesamtlänge: 850–940 mm (je nach Konfiguration)
- Gewicht: 3,4–4,2 kg (je nach Konfiguration)
- Magazinkapazität: 30 Patronen
- Lauf: 415–420 mm
- Einstellbarer Gasblock
- Ambidextröser Magazinauswurf
- Sicherungshebel für Links- und Rechtshänder